# Центр жіночого глобального лідерства
Центр жіночого глобального лідерства (ЦЖГЛ)  це всесвітньо відома організація, яка бореться за жіночі права та намагається досягти рівності між чоловіками і жінками. 
Центр жіночого глобального лідерства    заснований в Університеті Ратгерса  у 1989 році Шарлоттою Бунк,  колишньою  директоркою і всесвітньо відомою активісткою з прав жінок.  Крішанті Дхармарай, нинішня виконавча директорка, є також засновницею Індексу гідності та співзасновницею WILD для прав людини та дитячого фонду Шрі-Ланки.  Радхіка Балакрішнан, колишня виконавча директорка, зараз є директоркою факультету і професоркою в Департаменті жіночих і гендерних досліджень в Ратгерсі, нинішньому голові Правління Мережі прав людини в США. Також вона є членом ради Центру конституційних прав.   Розташування ради знаходиться на Доглассі, який наразі є житловим коледжом (колишній Douglass коледж) в Університеті Ратгерса. ЦЖГЛ є одиницею міжнародних програм в Школі мистецтв і наук і є членом Інституту жіночого лідерства, консорціуму жіночих програм в Rutgers.  

## Про центр
ЦЖГЛ- це академічний центр у великому державному дослідницькому університеті. Крім цього, ЦЖГЛ є неурядовою організацією зі спеціальним консультативним статусом ECOSOC при Організації Об'єднаних Націй  , де працює над політикою та адвокацією. Також ЦЖГЛ працює над розвитком і полегшенням керівництва жінок у всьому світі з ціллю не лише забезпечити права жінок, а й встановити міжнародну соціальну справедливість.  
- Насильство щодо жінок
- Статеве та репродуктивне здоров'я
- Соціально-економічне благополуччя

Програми КЗЛЛ інформують та мобілізують захисників прав жінок щодо конкретних подій завдяки інтеграції гендерних та жіночих прав людини в роботу місцевих, національних, регіональних та міжнародних інституцій. Варто додати, що програми КЗЛЛ налагоджують зв'язки між ними для отримання більшого впливу задля формування політики.  Переважна частина програмної роботи Центру виникла за рахунок закріплень, які були зроблені на Всесвітній конференції з прав людини у Відні 1993 року та Четвертою всесвітньою конференцією жінок у Пекіні 1995 року. 
У співпраці з жінками лідерами і НПО по всьому світу, будь то на засіданнях ООН (наприклад, Комісія зі становища жінок),  міжнародні кампанії по мобілізації (16 днів активних дій проти гендерного насильства),   або через глобальну освіту - ЦЖГЛ допомогла забезпечити міжнародні політичні зобов'язання, які мають чітко визначити «права жінок - це права людини». 
Завдяки урахуванню цих політичних орієнтирів, Центр почав спрямування на реалізацію цієї концепції, а також на дотримання органів, які є відповідальними за  вироблення політики та відповідальними за свої обіцянки жінкам світу. Основними напрямками діяльності в цій програмі є моніторинг та адвокація ООН   та координація міжнародних мобілізаційних кампаній. 
На чолі з новим виконавчим директором, Центр продовжує програмну роботу з припинення насильства над жінками. Також Центр проводить програмну роботу по захисту жінок- правозахисників та заохочення реформи ООН з новим органом, задачею якого є контроль реалізації прав жінок. Варто зазначити про розширення Центром міркування стосовно застосування макроекономічної політики та відносин між жінками та розвитку в рамках прав людини.   

## В університеті Рутгерса
Крім поєднання світів академічних кіл і активізму, ЦЖГЛ охоплює дві різні галузі академії в Університеті Ратгерса, в той час як Центр виступає у ролі підрозділу міжнародних програм  в Школі мистецтв і наук. ЦЖГЛ має важливе місце в цьому відділі, адже інші програми Управління міжнародних програм або зосереджені на Організації Об'єднаних Націй, або поділені на регіональні дослідження з регіональними рамками. Таким чином, ЦЖГЛ відіграє неабияку роль завдяки розвитку лідерства жінок в усьому світі і володінню міжнародним простором.   ЦЖГЛ також є членом Інституту жіночого лідерства (ІЖЛ),  консорціумом з восьми жіночих програм в Університеті Ратгерса, які були створені для вивчення і пропагування особливостей та причин жіночого керування, і для розробки програм, які готують жінок різного віку ефективно керувати. 

### Колекція плакатів
Бібліотеки університету Марґері Сомерс , університет Ратгерс, співпрацюючи з Департаментом жіночих і гендерних досліджень і Центром глобального жіночого лідерства (ЦЖГЛ), виступали в ролі школи мистецтв і наук. Завдяки цьому їм вдалося розробити портал колекції плакатів, який забезпечує оцифрований доступ до приблизно 300 плакатів (вони публікуються правозахисними організаціями по всьому світу і є розміщеними в ЦЖГЛ. На плакатах зображено 20 років прояв транснаціональної жіночої активності та пропаганди. Також на плакатах документуються розвиваючі питання щодо світового жіночого руху. Цифрове сховище розміщено в RUcore, інституційному репозитарії Ratgers, онлайн-архіві, де вони доступні для всіх бажаючих. Американська бібліотечна асоціація визнала колекцію плакатів CWGL у 2012 році і отримала премію Асоціації коледжів та дослідницьких бібліотек (АКДБ) «Розділ жінок і гендерних досліджень» (РЖГД) за великий внесок в бібліотечному навчанні жінок.   Колекція  розміщена у книжці Discovering American Women's History Online (Відкриваючи американську жіночу історію онлайн). 

## У ООН
Для Організації Об'єднаних Націй ЦЖГЛ далеко не останню роль відіграють зустрічі, які є важливими для  виконання зобов'язань світових конференцій  (Віденська конференція (1993), Каїрське слухання з питань репродуктивного здоров'я та прав людини, Копенгагенське слухання з питань економічної справедливості та прав жінок, Конференція в Пекіні, зокрема в Комісії ООН з питань статусу жінок, Ради ООН з прав людини, а також під час перегляду цих Всесвітніх конференцій ООН). 
Є кілька важливих зустрічей в Організації Об'єднаних Націй, які можуть надати необхідні можливості для захисників прав жінок і оцінити успіхи та невдачі у виконанні зобов'язань перед жінками. Як і НУО та акредитований ЕКОСОС, ЦЖГЛ також бере участь у круглих столах, організованих Комітетом НУО стосовно питань статусу жінок під час підготовки до кожної сесії Комісії з питань статусу жінок.  У цьому плані ЦЖГЛ виконує декілька ролей: 
- Влаштування сесій з планування, де правозахисники та адвокати-жінки матимуть можливість одночасно здійснювати моніторинг та сприяти ефективній зустрічі
- Скликання жіночих зборів з прав людини та інших зборів [33] [34] [35]
- Створення моніторингу та інших тренінгів з адвокації [джерело?]
- Відправлення сповіщень та звітів до і після зустрічей

У березні 2007 року Організація жіночого навколишнього середовища та розвитку (ЖНСР)  разом з Центром глобального жіночого лідерства влаштувала зустріч 50 жінок-активісток, які прибули на цю зустріч з усього світу. Ціллю скликання була розробка всесторонньої та багатогранної стратегії. Стратегія мала містити в собі  глобальні, регіональні і національні заходи, що спрямовані на затвердження Генеральною Асамблеєю ООН більш сильної, єдиної, повністю забезпеченої жіночої особи в ООН. В результаті цієї зустрічі та постійної необхідності в спільній адвокації жінок у цьому питанні, WEDO та ЦЖГЛ разом із сотнями активістів з усіх регіонів розпочали кампанію реформи архітектури гендерної рівності (РАГР) у лютому 2008 року. Вони хотіли мобілізації жіночих груп і союзників. Таким чином, ЖНСР та ЦЖГЛ хотіли добитися прийняття нової організації ООН з питань ґендерної рівності та розширення прав і можливостей жінок.  30 червня 2010 року Генеральна Асамблея ухвалила резолюцію Генеральної Асамблеї ООН. Офіційно прийнятою Генеральна Асамблея стала у п'ятницю, 2 липня. 

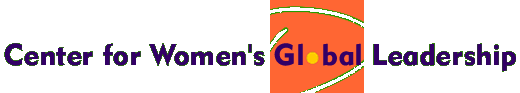

## Міжнародні мобілізаційні кампанії

### 16 днів активізму проти гендерного насильства
Кампанію 16 днів активізму, яка є проти гендерного насильства, розпочала ЦЖГЛ у 1991 році. Виступаючи в ролі щорічної кампанії, ЦЖГЛ вимагає ліквідації всіх форм насильства над жінками.      Цей мітинг проводять щорічно в період з 25 листопада по 10 грудня. Більш 3700 організацій беруть участь у заході приблизно з 164 країн. 
ЦЖГЛ вирішила спеціально проводити мітинг з 25 листопада по 10 грудня, адже список дат кампанії збігається з важливими подіями, до котрих входять: 
- 25 листопада - Міжнародний день боротьби за ліквідацію насильства щодо жінок
- 29 листопада - Міжнародний день захисників прав жінок [43] [44]
- 1 грудня - Всесвітній день боротьби зі СНІДом
- 5 грудня - Міжнародний день волонтерів для економічного та соціального розвитку
- 6 грудня - Відзначає річницю Монреальської різанини, що спостерігається в Канаді як Національний день пам'яті та дій щодо насильства над жінками
- 10 грудня - Міжнародний день прав людини та річниця Загальної декларації прав людини

### Глобальні кампанії з прав жінок
Центр жіночого глобального лідерства взаємодіє зі спільнотою правозахисників жінок.   Завдяки цьому Центр розраховує на отримання можливості для тиску на місцеві, національні та міжнародні органи, які приймають рішення. Глобальні кампанії завше зазначають, що «права жінок - це права людини», і що права жінок підтримують тисячі осіб та організацій з усього світу.  Ці округи вимушені вдаватися до заходів, аби захистити індивідуальних правозахисників і адвокатів у країнах від Сербії  до Ірану. 
Діяльність містить в собі низку глобальних трибуналів,     петицій та комплектів "Дії". Треба зазначити, що Центр також проводить громадські форуми для вирахування оцінок руху за права жінок. Одним з таких проявів діяльності була «Міжнародна консультація зі стратегічних напрямків», яка відбулася в листопаді 2003 року в рамках Віденського + 10 оновлень. 

#### Міжнародна коаліція жінок-правозахисників
Міжнародна коаліція захисників прав жінок [джерело?]   - це ресурсна і пропагандистська мережа для захисту та підтримки жінок-правозахисників у всьому світі. З тих пір, як ґендер або результат діяльності Міжнародної коаліції захисників зробили їх предметом нападів, постала потреба в механізмах гендерної чутливості для їх захисту та підтримки. Коаліція  включає в себе жінок-активісток, а також чоловіків, які захищають права жінок і лесбійок, геїв, бісексуалів і трансгендерів (ЛГБТ). Також коаліція захищає людей, які дотримуються прав жінок і сексуальних прав. 
На даний момент до коаліції входять 29 членів, а саме: 1) Amnesty International (AI); 2) Азіатсько-Тихоокеанський форум з питань жінок, права та розвитку (APWLD); 3) Азіатський форум з прав людини та розвитку (Форум Азія); 4) Програма підтримки асоціації жінок з прогресивної комунікації; 5) Асоціація прав жінок у розвитку (AWID); 6) Баобаб для жіночих прав людини; 7) Центр репродуктивних прав (CRR); 8) Центр жіночого глобального лідерства (CWGL); 9) Коаліція африканських лесбійок (CAL); 10) Міжнародний фонд захисту прав захисників прав людини (Front Line); 11) Права людини насамперед; 12) Інформаційний монітор (Інформ); 13) Міжнародна федерація прав людини (FIDH); 14) Міжнародна служба з прав людини (ISHR); 15) Міжнародний годинник з прав жінок в Азіатсько-Тихоокеанському регіоні (IWRAW-AP); 16) Isis International; 17) Міжнародний міжкультурний обмін ISIS-жінок (ISIS-WICCE); 18) Just Associate (JASS); 19) Комітет Латиноамериканського та Карибського басейнів захисту прав жінок (CLADEM); 20) MADRE; 21) Назра для феміністських досліджень; 22) Міжнародна бригада миру; 23) Проект з прав людини (R-Rights); 24) Фонд невідкладних дій з прав жінок (Збройних Сил України); 25) Жіноча глобальна мережа репродуктивних прав; 26) Жіночі ініціативи щодо ґендерного правосуддя (WIGJ); 27) Жіночий реабілітаційний центр; 28) Жінки, які живуть за законами мусульман (WLUML); 29) Всесвітня організація проти тортур (OMCT). 